# Cue Club
Cue Club è un videogioco di simulazione del biliardo sviluppato dalla Bulldog Interactive e pubblicato per Microsoft Windows dalla Midas Interactive il 10 novembre 2000. È un'interpretazione realistica del biliardo americano e dello snooker.

## Modalità di gioco
Cue Club sfrutta una visuale fissa che riprende il tavolo dall'alto, permette di comandare la stecca attraverso il mouse e include le seguenti modalità di gioco: partita rapida, due giocatori, torneo, allenamento e bang! (modalità bonus in cui le palle da biliardo vengono spostate con una mano virtuale, senza l'utilizzo della stecca). Il gioco include inoltre una serie di stanze di chat virtuali a tema nelle quali si possono sfidare giocatori fittizi e aumentare la propria reputazione per un massimo di 5 stelle per stanza. 
È possibile intraprendere una partita o un torneo scegliendo tra le seguenti specialità del biliardo: Palla 8, Palla 9 e Snooker. Le regole di gioco sono personalizzabili.
Con l'avanzare dei progressi si potranno sbloccare rivestimenti per i tavoli, set di palle da biliardo e stecche nuove. Il gioco sarà completato al 100% dopo aver sconfitto tutti i boss delle 8 stanze di chat e dopo aver ottenuto i trofei degli 8 tornei disponibili.

## Accoglienza
Sul sito web per videogiochi GameSpot, Cue Club è stato recensito con un punteggio di 8,1 su 10 sulla base di 110 recensioni. In generale, quasi tutti i commenti degli utenti contengono critiche positive sull'accurato motore fisico del gioco e sulla grafica realistica.

## Cue Club 2
Il 4 luglio 2014 la Bulldog Interactive ha pubblicato un sequel di Cue Club intitolato Cue Club 2.